# 13221 Nao
13221 Nao è un asteroide della fascia principale. Scoperto nel 1997, presenta un'orbita caratterizzata da un semiasse maggiore pari a 2,7332858 UA e da un'eccentricità di 0,1453320, inclinata di 8,20784° rispetto all'eclittica.